# Casa de los Miranda
La casa de los Miranda es un palacio de la ciudad española de Valladolid.

## Historia
Propiedad de Pedro de Miranda en 1590, siguió en manos de su propiedad, luego los condes de Gramedo, Francisco Martínez de la Fuente. Y el abogado Tomás María Lopez.

## Descripción
Es un edificio de dos plantas, baja y alta, con patio interior. De su fachada destaca la puerta, enmarcada por dos escudos a sus lados, y una ventana enmarcada por frontón, bastante afamada en Valladolid.